# Pole ostrzału

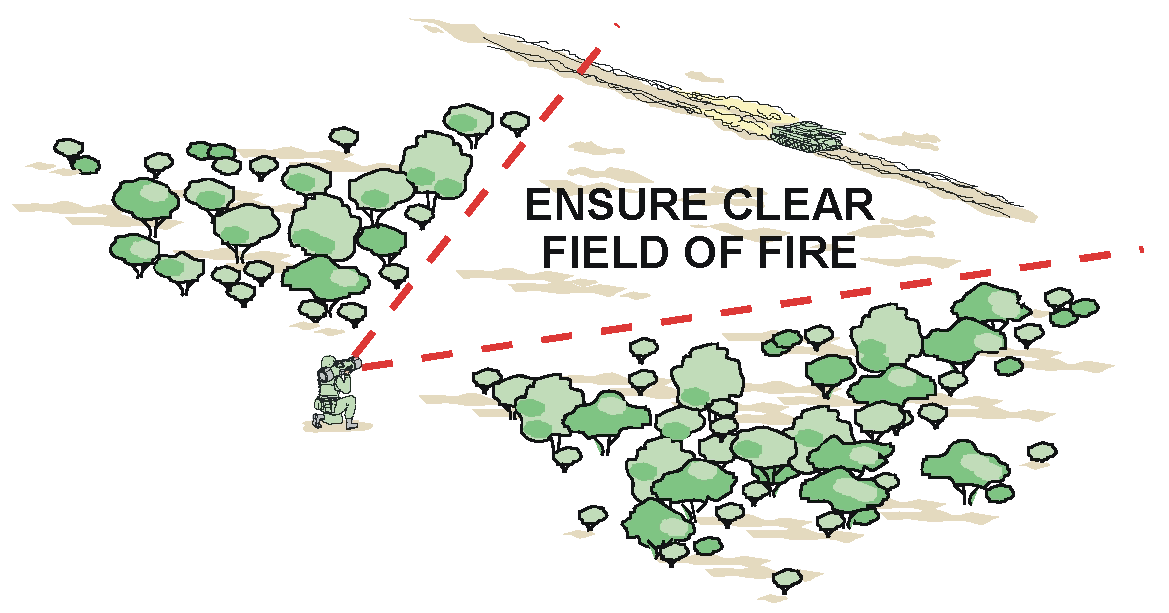
Pole ostrzału

Pole ostrzału – obszar, który pokryty jest ostrzałem z pojedynczej broni palnej lub całego zespołu broni znajdującego się na  określonej pozycji.
Obszar ten ograniczony jest donośnością broni, jej kątem ostrzału oraz występowaniem przeszkód terenowych zasłaniających potencjalny cel.